# أولاد غالم (البويرات)
أولاد غالم هو دُوَّار يقع بجماعة بني يخلف، إقليم خريبكة، جهة بني ملال خنيفرة في المملكة المغربية. ينتمي الدوّار لمشيخة البويرات التي تضم 3 دواوير. يقدر عدد سكانه بـ 645 نسمة حسب الإحصاء الرسمي للسكان والسكنى لسنة 2004.

## روابط خارجية
- البوابة الوطنية للجماعات الترابية
- المندوبية السامية للتخطيط